# Петко Йорданов
Петко Йорданов е български политик от БКП.

## Биография
Роден е през декември 1918 г. в горнооряховското село Сушица в занаятчийско семейство. От 1932 до 1939 г. работи като шивач. През март 1939 г. е мобилизиран в армията и изкарва военната си служба в пета дивизионна болница до март 1941 г. От 1942 до 1945 г. отново работи като шивач. Става член на БКП от септември 1944 г. В периода септември 1945-май 1947 г. е секретар на I район на БКП в Русе. Между май 1947 и юни 1948 г. е завеждащ отдел в градския комитет на БКП в Русе. От 1948 до 1952 е секретар на Градския комитет на БКП. От септември 1952 до януари 1953 г. е завежда отдел „Стопански“ при Окръжния комитет на БКП в Русе. Между януари и септември 1954 г. е втори секретар на Окръжния комитет на БКП в Русе. От септември 1954 г. е първи секретар на ОК на БКП в Русе.